# Lukas Werther
Lukas Werther (* 1982) ist ein deutscher Archäologe mit Schwerpunkt auf der Archäologie des Mittelalters, Geschichte, Geowissenschaften und digital humanities. Seit 1. September 2023 ist er als stellvertretender Direktor der Römisch-Germanischen Kommission (RGK) des Deutschen Archäologischen Instituts (DAI) tätig.

## Wissenschaftlicher Werdegang
Sein Studium schloss Lukas Werther im Jahr 2009 mit dem Magister artium an der Otto-Friedrich-Universität Bamberg in Mittelalter- und Neuzeitarchäologie ab. Hierauf folgte seine Promotion bei Peter Ettel im Jahr 2014 an der Friedrich-Schiller-Universität Jena in Ur- und Frühgeschichtlicher Archäologie mit dem Thema „Komplexe Systeme im diachronen Vergleich. Ausgewählte Aspekte der Entwicklung von drei süddeutschen Kleinräumen zwischen Früh- und Hochmittelalter“, wofür er den Kurt-Bittel-Preis 2015 erhielt.
Von 2012 bis 2019 war er als wissenschaftlicher Mitarbeiter (Postdoc) an der Universität Jena im DFG-Schwerpunktprogramm 1630 „Häfen“ tätig, wobei er 2018 als Gastwissenschaftler am University College London arbeitete. Von 2019 bis 2020 übernahm er die Vertretungs-Professur für Archäologie des Mittelalters an der Universität in Tübingen, für die er ab September 2020 als Akademischer Rat tätig war. Seine Habilitation erfolgte an der Friedrich-Schiller-Universität Jena in Ur- und Frühgeschichtlicher Archäologie mit venia legendi zum Thema „Der Karlsgraben und andere Kanalbauten als Schnittstellen frühgeschichtlicher Verkehrsnetzwerke“. In seiner Arbeit befasste er sich mit antiken und mittelalterlichen Infrastrukturprojekten, wofür er den Habilitationspreis der Universität Jena erhielt.
Am 1. September 2023 wurde Lukas Werther in sein Amt als stellvertretender Direktor der Römisch-Germanischen Kommission (RGK) eingeführt. Seit 2024 ist er ordentliches Mitglied des Deutschen Archäologischen Instituts.

## Schriften
- Komplexe Systeme im diachronen Vergleich: Ausgewählte Aspekte der Entwicklung von drei süddeutschen Kleinräumen zwischen Früh- und Hochmittelalter (= Monographien des Römisch-Germanischen Zentralmuseums. Band 127). 2 Teilbände, Verlag des Römisch-Germanischen Zentralmuseums, Mainz 2015, ISBN 978-3-88467-253-2, DOI:10.11588/propylaeum.1395 (Band 1) und DOI:10.11588/propylaeum.1396 (Band 2).
- Kirche – Friedhof – Siedlung. Archäologische Studien zur Entwicklung von Seußling (Oberfranken) zwischen Völkerwanderungszeit und Spätmittelalter. In: Bericht der bayerischen Bodendenkmalpflege. Band 52, 2011 (2012), S. 181–371.
- mit Christoph Zielhofer, Franz Herzig, Eva Leitholdt, Michael Schneider, Sven Linzen, Stefanie Berg-Hobohm, Peter Ettel, André Kirchner, Stefan Dunkel: Häfen verbinden. Neue Befunde zu Verlauf, wasserbaulichem Konzept und Verlandung des Karlsgrabens. In: Thomas Schmidts, Martin Marko Vucetic (Hrsg.): Häfen im 1. Millennium AD. Bauliche Konzepte, herrschaftliche und religiöse Einflüsse (= RGZM-Tagungen. Band 22). Verlag des Römisch-Germanischen Zentralmuseums, Mainz 2015, S. 151–185.
- Großbaustelle Karlsgraben. Eine Chaîne opératoire für den Umgang mit der Ressource Holz in der Karolingerzeit. In: Mitteilungen der Deutschen Gesellschaft für Archäologie des Mittelalters und der Neuzeit. Band 29, 2016, S. 103–112, DOI:10.11588/dgamn.2016.0.33661.
- Siedlungs- und Sozialstrukturen zwischen Spätantike und Hochmittelalter. In: Beiträge zur Mittelalterarchäologie in Österreich. Band 32, 2017, S. 21–36.
- mit J. Schmidt, N. Usmar, L. Westphal, M. Werner, S. Roller, R. Rademacher, A. Kottmann: Erosion modelling indicates a decrease in erosion susceptibility of historic ridge and furrow fields near Albershausen, Southern Germany. In: Land. Band 12, Nummer 3, 2023, Beitrag 544, DOI:10.3390/land12030544.
- Der Karlsgraben und andere Kanalbauten als Schnittstellen frühgeschichtlicher Verkehrsnetzwerke. Habilitationsschrift Friedrich-Schiller-Universität Jena (fertiggestellt am 28. März 2019, in Druckvorbereitung).